# Trialeurodes dicksoniae
Trialeurodes dicksoniae là một loài côn trùng cánh nửa trong họ Aleyrodidae, phân họ Aleyrodinae.
Trialeurodes dicksoniae được Martin miêu tả khoa học đầu tiên năm 1999.